# Beleghebamme
Eine Beleghebamme ist eine selbständig (freiberuflich) arbeitende Hebamme, die mit einer oder mehreren Geburtskliniken einen Belegvertrag abgeschlossen hat, oder in einem Krankenhaus mit sogenanntem Belegsystem arbeitet.
Letztere arbeiten in der Regel im Schichtdienst von Kreißsaal, Wochenstation und/oder Kinderzimmer einer Klinik, ähnlich wie angestellte Hebammen.
Erstere bieten schwangeren Frauen eine Geburtsbegleitung von Anfang bis Ende in der Klinik an, in der sie vertraglich tätig werden dürfen. Dazu bedarf es in der Regel einer frühzeitigen Anmeldung in der Schwangerschaft, da die Nachfrage hoch ist und zudem ein Vertrauensverhältnis zwischen Hebamme und Schwangerer entstehen soll.
Hebammenleistungen sind Leistungen der Krankenkasse, für die Dauerrufbereitschaft einiger Wochen rund um den Geburtstermin fällt jedoch in der Regel eine sogenannte Rufbereitschaftspauschale an, die regional unterschiedlich hoch ist.